# Marsmuziek van het Duitse leger
De militaire marsmuziek (Armeemärsche) van het Duitse leger is opgenomen in uitgebreide catalogi die sinds 1817 zijn samengesteld.

## Oorsprong
In 1817 zijn door de Pruisische koning Frederik Willem III de eerste lijsten van te spelen marsmuziek samengesteld, de Armeemarschsammlung. Als liefhebber van militaire muziek gaf de koning als motivering: "Zo is het mijn wil, dat bij alle feestelijke plechtigheden, grote parades en revues, en bijzonder als ik zelf deze plechtigheden op zoek, geen andere marsen worden gespeeld."
Bij de samenstelling is onderscheid gemaakt in langzame marsen, gewone of parademarsen en cavaleriemarsen:
- Verzameling I: Langzame marsen voor infanterie (115 marsen)
- Verzameling II: Gewone marsen voor infanterie (269 marsen)
- Verzameling III: Cavalerie marsen (149 marsen)

## Herzieningen
Vanaf 1925 werden nieuwe lijsten opgesteld door de militair musicus Hermann Schmidt. Naast die uit Pruissen werden er marsen van de legers uit de vroegere koninkrijken Beieren, Saksen en Württemberg toegevoegd. Deze uit vier delen bestaande collectie kreeg de naam Heeresmarschsammlung. 
Door de vernietiging van het Pruisisch staatsarchief in Potsdam in 1945 zijn grote delen van de Armeemarschsammlung en de Heeresmarschsammlung verloren gegaan.
Voor de muziekkorpsen van de Bundeswehr is in het begin van de jaren 1960 door de militair musicus Wilhelm Stephan een nieuwe lijst, de Sammlung Deutsche Armeemärsche, samengesteld. In deze lijst zijn ook een groot aantal marsen uit de voorgaande verzamelingen opgenomen.